# Marc Bernabé
Marc Bernabé (L'Ametlla del Vallès, Barcelona 24 de julio de 1976) es un escritor español y traductor de obras de manga y anime en catalán y castellano, así como especialista y divulgador de la cultura japonesa. Estudió durante 5 años un máster en Japonología en la Universidad de Estudios Extranjeros de Osaka y actualmente, es fundador y director de la empresa Daruma Serveis Lingüístics, SL, en donde gestiona sus propias obras y traducciones.
Es autor de diversas obras para el aprendizaje de la lengua japonesa. En el año 2002 Ediciones Glénat publicó Apuntes de Japón, una crónica en forma de diario de dos traductores de manga que estudiaron y trabajaron en Japón para luego asistir en primera línea a la organización de la Copa Mundial de Fútbol de 2002. Además, es coautor junto a James W. Heisig y Verónica Calafell de los libros Kanji para recordar (dos tomos en 2001 y 2004) y Kana para recordar (2003) publicados por Herder Editorial.
En el año 2018 obtuvo el Premio Carlos Giménez en la categoría a Mejor traductor.

## Otras (selección)

### Culturay lengua japonesa
- Rumbo a Japón (Laertes, 2005)
- Japonés en viñetas 1 y 2 (Norma Editorial, 2001 y 2003)
- Kanji en viñetas 1, 2 y 3 (Norma Editorial, 2006, 2008 y 2009)

### Lengua china
- Hanzi para recordar I: Chino Simplificado (Herder Editorial, 2009)
- Hanzi para recordar I: Chino Tradicional (Herder Editorial, 2009)

### Divulgación
- Estrada, Oriol; Bernabé, Marc (2019). 501 mangas que leer en español. Norma. ISBN 978-8467939408.